# Juraj I., veliki knez Moskve
Juraj I. Danilovič (oko 1285. – 2. studenog 1325.) je bio knez Moskve od 1303. (veliki knez od 1319.), veliki knez Vladimira od 1319. i knez Novgoroda od 1322.

## Nasljedstvo i rat
Juraj I. je bio najstariji sin Danijela, kneza Moskve, kojega nasljeđuje s mongolskim dopuštenjem u trenutku njegove smrti 5. ožujka 1303. Od njega on nasljeđuje i rat protiv Andreja III. čijom smrću sljedeće godine se raspada Danijelov savez s Mihajlom od Tvera što označava početak višedesetljetnog rata između Tvera i Moskve za veliko kneževstvo Vladimira koji nakratko završava porazom Moskve. U trenutcima dok mu se prijestolnica 1315. godine nalazila pod opsadom Juraj putuje na dvor Zlatne Horde tražeći kao vjerni vazal pomoć protiv "podmuklog" neprijatelja. On u tome postaje tako uspješan da ubrzo dobiva ruku Agafe kćerke tamošnjeg vladara. Kao miraz, Jurju se pridružuje jednu mongolsku vojsku koja treba poslužiti za uništenje protivnika. U bitci koja usljeđuje Mihajlo Tverski pobjeđuje mongolsku vojsku i zarobljava Jurjevu ženu. Kako ona u zarobljeništvu uskoro umire vladar Zlatne Horde na poticaj moskovskog kneza zbog toga događaja osuđuje na smrt i pogubljuje Mihajla čineći tako Jurja najmoćnijim ruskim knezom.

## Omrznuti vazal
Kako bi se ta mongolska odluka dodatno pojačala 1319. godine Zlatna Horda daruje zadatak Moskvi da skuplja godišnji danak od ruskih vazala koji su joj dužni isplaćivati svi tamošnji knezovi. Tim činom Moskovska država doživljava svoj brzi preobražaj u veliko kneževstvo važnije od drugih sličnih. S razlogom ili ne taj novac na kraju postaje Jurijeva propast pošto ga osvjetoljubivi sin Mihajla od Tvera optužuje za potkradanje Zlatne Horde. U iščekivanju suđenja pred kanom Juraj I. je ubijen od atentatora 2. studenoga 1325. godine.
Ovaj knez je tijekom svoga života bio fantastično omrznut zbog svog dobrovoljnog sluganskog položaja prema Mongolima i njegovom bezrazložnom pogubljenju Konstantina kneza od Rjazana. Niti današnji povjesničari to stajalište nisu pretjerano promijenili iako priznaju da bez njega Moskovsko kneževstvo nikada ne bi preraslo u Rusko carstvo jer osnovni uvjet za to su bile financije koje su neumjerno ojačane skupljanjem danka za Zlatnu Hordu.
Nasljeđivanje Jurja I. nikada nije bilo dovedeno u pitanje pošto je on kao i njegov brat Ivan I., veliki knez Moskve imao neupitnu podršku 300 000 mongolskih vojnika Zlatne Horde.
| Prethodnik:          | knez Moskve | Nasljednik:                 |
| Danijel, knez Moskve | knez Moskve | Ivan I., veliki knez Moskve |